# Exterior gateway protocol
Exterior gateway protocol (amb acrònim anglès EGP) és un tipus de protocol d'enrutament emprat per intercanviat informació d'enrutament entre sistemes autònoms (una sistema autònom és un grup de xarxes i passarel·les que tenen la responsabilitat d'una autoritat administrativa). Aquest intercanvi és crucial a través de la xarxa internet

## Propietats
- El protocol EGP ve definit per la recomanació de l'IETF RFC 827.
- Els diferents tipus de missatges EGP són :

| Missatge                      | Descripció                                            |
| ----------------------------- | ----------------------------------------------------- |
| Neighbor Acquisition Request  | Petició per a esdevenir veí.                          |
| Neighbor Acquisition Reply    | Acceptació a la petició de veí.                       |
| Neighbor Acquisition Refusal  | Denegació a la petició de veí.                        |
| Neighbor Cease                | Per a cesar la relació de veinatge.                   |
| Neighbor Cease Acknowledgment | Reconeixement de cesament de veinatge.                |
| Neighbor Hello                | Per a compravar la connectivitat entre veïns.         |
| I Heard You                   | Reconeixement al missatge anterior.                   |
| NR Poll                       | Petició a un veí per a saber si hi ha d'altres veïns. |
| Network Reachability          | Reconeixement al missatge anterior.                   |
| EGP Error                     | Error en la comprovació chechsum del missatge.        |